# デメトン-S-メチル
デメトン-S-メチル（Demeton-S-methyl）は、化学式C6H15O3PS2の有機リン系の殺ダニ剤および殺虫剤。IUPAC名はホスホロチオ酸 S-2-エチルチオエチル O,O-ジメチル、CAS名はホスホロチオ酸 S-[2-(エチルチオ)エチル] O,O-ジメチル。可燃性で、ヒトに対し有毒である。

## 特性
- 物性状態：油液
- 色：淡い黄色
- 臭気：ニラを思わせる刺激臭

## 毒性
リン酸化物、イオウ酸化物を含む有毒な気体が発生する。
神経系に影響を与え、コリンエステラーゼ阻害を引き起こすことがある。